# 立祷
立祷，又称为十八祷，是犹太教祷告的核心仪式，在早晨、下午和晚上站立完成。在周中，立祷包括19个赐福祈祷，其中有3段赞美、13段请求祷告和3段感恩祷告。在安息日、节日和新月时，立祷包含7个部分。